# Король готів

Мапа Європи, 305 р.

Король готів (лат. Gothorum Rex, швед. Götes konung, дан. Goternes konge) — титул правителя готів, який вперше згадується в давньоримських джерелах часів великого переселення народів.
Розрізняли також титулі короля остготів, короля вестготів, а також королів гетів та геатів.   
Після 10 ст., протягом багатьох віків, аж до середини 20 ст. титул "король готів" носили як королі Швеції, так і королі Данії.
У шведській титулатурі йшлося про Геталенд (земля геатів), у данській - про острів Готланд (земля гутів). Готланд традиційно вважається історичною батьківщиною готів.
З 1587 по 1672 рр. титул "спадковий король Шведів, Готів і Венедів" носили королі Річі Посполитої, Великі князі Литовські, Руські, Київські, Волинські, Сіверські, Чернігівські, тощо.

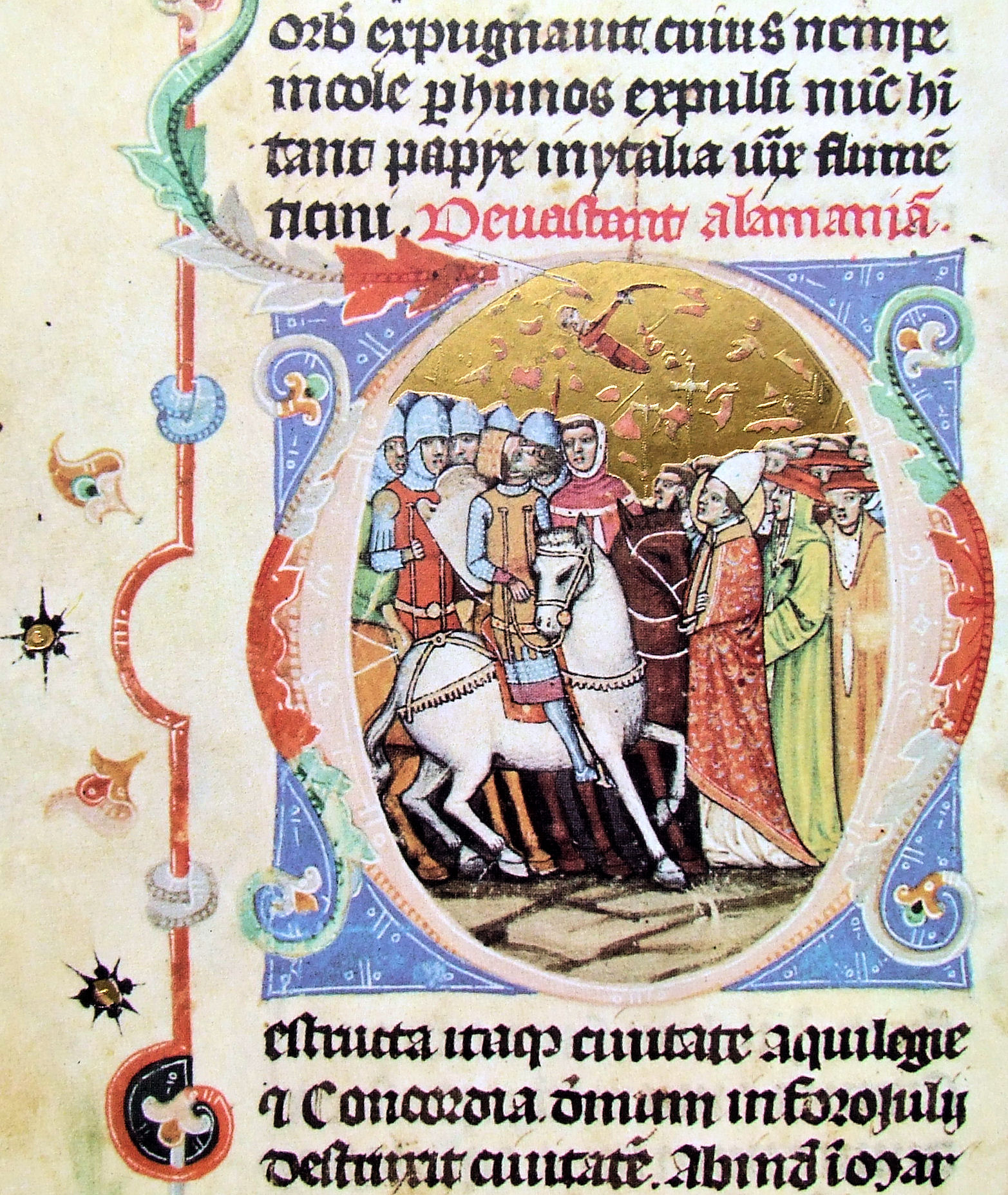
Король гунів і готів Аттіла на зустрічі з Папою Римським

## Антична доба
У «Гетиці» історика Йордана згадується низка легендарних королів готів, що правили до IV ст.: Беріг (вождь ранніх готів під час їх міграції зі Скандзи в Оюм) та Філімер, син Гадаріка («приблизно п'ятий з часів Беріга»).
Також відомо про готського короля на ім'я Книва, який спільно з карпами переміг та вбив римських імператорів Деція та Гереннія Етруска у битві при Абриті 250 року.
Аттіла мав титул «Аттіла, нащадок Великого Німрода. Вихованець Енгадді. З Ласки Божої, Король Ґунів, Ґотів, Датчан і Мідян. Жах Світу».
З античних та скандинавських літописів також відомо про королів готів та геатів Танаусіса, Гізура, Гейдрика, Глода та багатьох інших.
В період з III ст. до VIII ст. в історичних джерелах поруч з королями готів, згадуються також королі сусідніх племен: королі антів, ґунів, венедів, склавінів, данців тощо.

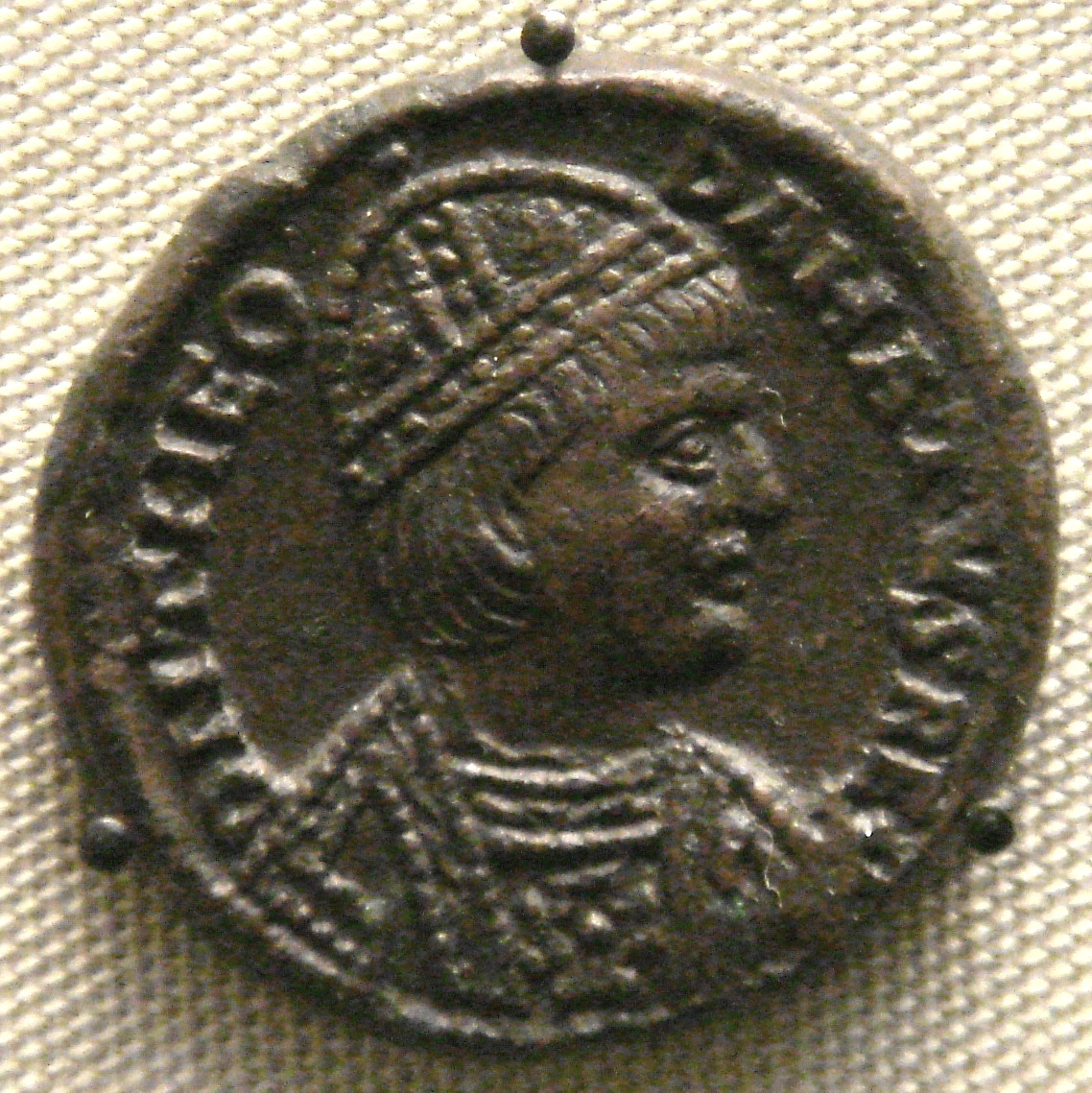
Монета короля остґотів Теодагада (534—536), викарбована в Римі.

## Скандинавія
Лист Папи Римського, приблизно 1100 року, направлений двом шведським королям — Інге І та Гальстену або Гокану (наведені лише ініціали) називає їх як Королів вестготів.
У Папському листі від 5 вересня 1164 р. шведський король Карл VII (правив у 1161—1167 рр.) був адресований як Король шведів і готів (лат. rex Sweorum et Gothorum).
Першим шведським королем, який регулярно використовував цей титул, був Магнус III, особливо після того, як він у 1278 році здобув остаточну перемогу в боротьбі за трон над своїм братом Вальдемаром, який до того часу тримав землі Вестерґетланду.
З того часу королі Швеції титулувались як «король Швеції та Готів», аж до часів правління Густава I Вази, який почав титулуватись «король Швеції, готів та венедів» (Sveriges, Götes och Vendes Konung), що використовувалися в усій офіційній документації.
З 1814 до 1905 р. використовувався титул «Sveriges, Norges, Götes och Vendes Konung», тобто додався ще титул короля Норвегії. З 1905 року до початку правління Карла XVI Густава в 1973 році, було повернуто титул король Швеції, готів та венедів. А Карл XVI став першим монархом, який був офіційно проголошеним лише Королем Швеції (швед. Sveriges Konung).
Першим данським королем, який використав титул «Король готів», був Вальдемар IV (правив з 1340 по 1375), який прийняв його 1362 р., після завоювання Готланда у попередньому році. При цьому, ще 1185 року, після захоплення західно-слов'янського балтійського узбережжя та підкорення короля Богуслава I, король Данії Кнуд VI узяв собі титул «Король венедів».

Один з гербів короля Данії та готів

Данські королі продовжували використовувати титул «король Данії, Вендів і Готів» протягом наступних шестисот років до 1972 року, коли королева Маргрета II зійшла на трон. Вона відмовилася від використання всіх інших титулів своїх попередників, за винятком «королева Данії», який сьогодні є королівським стилем.

## Річ Посполита
З 1587 р. король Речі Посполитої, Великий князь Литовський, Руський, Київський, Волинський тощо Сигізмунд III Ваза носив також і титули «король Шведський, Готський і Веденський».
Його син Владислав IV Ваза з 1632 р. мав титул король Речі Посполитої, Великий князь Литовський, Руський, Прусський, Мазовецький, Жмудський, Лівонський, Київський, Сіверський, Чернігівський, Смоленський, а також Шведський, Готський, Венедський спадковий король.
Брат Владислава IV, Ян II Казимир з 1648 р, коли став королем Речі Посполитої, носив титул король Польський, Великий князь Литовський, Руський, Прусський, Мазовецький, Жмудський, Інфлянцький, Київський, Смоленський, Сіверський і Чернігівський, а також спадковий король Шведів, Готів і Венедів.